# Хижников Микола Кіндратович
Микола Кіндратович Хижников (нар. 1913, Одеса, Одеський повіт, Херсонська губернія, Російська імперія — пом. 20 століття, Одеса) — український футболіст, півзахисник і захисник.

## Біографічні відомості
У 30-х роках захищав кольори одеських клубів «Динамо», «Харчовик» і «Спартак». На полі відрізнявся надійною, коректною і розважливою манерою гри, високою технікою і організаторськими здібностями. У першому чемпіонаті СРСР серед клубних команд одесити стартували в групі «В», а через рік стали переможцями третьої за рівнем ліги. У цьому сезоні грав у фіналі першого розіграшу кубка УРСР (поразка від киян — 2:4). Чемпіонат 1938 року в групі «А» був експериментальним — кількість учасників збільшили до 26 команд, одним із дебютантів стало одеське «Динамо». За три сезони в еліті радянського футболу провів 43 матчі.
Під час війни працював на заводі «Кінап». Виробництво було призначено для випуску кіноапаратури, але новою місцевою владою його було переобладнано для ремонту автівок. Власник підприємства створив футбольний колектив «Глорія-Форд», який грав здебільшого з військовими румунськими командами.
У червні 1942 року відбувся товариський матч між збірними Бухареста і Одеси. Господарі здобули перемогу з рахунком 3-0. За команду господарів грали гравці збірної Румунії Сілвіу Біндя, Йон Богдан і Валеріу Нікулеску, за гостей — Анатолій Зубрицький, Олександр Брагін, Микола Хижников та інші.
Після приходу радянських військ Миколу Хижникова і Анатолія Зубрицького, викликали до місцевого відділу НКВС і отримали наказ їхати до Києва — для підсилення столичного «Динамо». У складі киян провів один матч у кубку СРСР проти московського «Спартака» і став володарем кубка УРСР.
Наступного сезону повернувся до Одеси. Кількість учасників елітної групи у першому повоєнному чемпіонаті, адміністративним рішенням, була скорочена до 12 учасників. До нижчої ліги були відправлені «Стахановець» і «Харчовик». У другій групі виступав до 1950 року. Був єдиним гравцем з довоєнного складу і передавав свій досвід молодим футболістам. Переможець української зони 1949 року. У другій половині останнього сезону також був головним тренером «Харчовика». У міжсезоння клуб розформували, а Микола Хижников ще два сезони виступав за аматорську команду «Спартак».

## Досягнення
- Володар кубка УРСР (1): 1944
- Фіналіст кубка УРСР (1): 1937

## Статистика
Статистика виступів у чемпіонатах СРСР:
| Сезон        | Команда            | Ліга         | І    | Г |
| ------------ | ------------------ | ------------ | ---- | - |
| 1936(в)      | «Динамо» (Одеса)   | Д-3          | 7    | 0 |
| 1936(о)      | «Динамо» (Одеса)   | Д-3          | 5    | 0 |
| 1937         | «Динамо» (Одеса)   | Д-3          | 9    | 0 |
| 1938         | «Динамо» (Одеса)   | Д-1          | 18   | 0 |
| 1939         | «Динамо» (Одеса)   | Д-1          | 19   | 0 |
| 1940         | «Харчовик» (Одеса) | Д-2          | 26   | 0 |
| 1941         | «Спартак» (Одеса)  | Д-1          | 6    | 0 |
| 1945         | «Харчовик» (Одеса) | Д-2          | 17   | 0 |
| 1946         | «Харчовик» (Одеса) | Д-2          | 24   | 0 |
| 1947         | «Харчовик» (Одеса) | Д-2          | 24   | 2 |
| 1948         | «Харчовик» (Одеса) | Д-2          | 13   | 2 |
| 1949         | «Харчовик» (Одеса) | Д-2          | 32   | 0 |
| 1950         | «Харчовик» (Одеса) | Д-2          | 26   | 0 |
| Усього в Д-1 | Усього в Д-1       | Усього в Д-1 | 37+6 | 0 |